# Neo soul
Neo soul (psáno též jako neo-soul) je původně americký hudební styl kombinující soulovou hudbu a contemporary R&B s prvky jazzu, funku, hip hopu, popu, gospelu a africké hudby. Vyznačuje se silnou individualitou a osobním přístupem umělců, který se často promítá i do textů, a velkým zastoupením žen a Afroameričanů. Termín „neo soul“ byl prvně použit koncem 90. letech 20. století Kedarem Massenburgem z hudebního vydavatelství Motown Records.
Neo soul se vyvinul během 80. a počátku 90. let 20. století ve Spojených státech a Spojeném království, toto období je také známé jako „neosoulové hnutí“. Jeho všeobecná popularita přišla koncem 90. let, zejména díky komerčnímu úspěchu několika umělců jako jsou D'Angelo, Erykah Badu, známá též jako „první dáma neo soulu“, Raphael Saadiq a jeho kapela Tony! Toni! Toné!, Lauryn Hill nebo Maxwell. Nové milénium s sebou přineslo úspěch i mnoha dalších zpěvaček včetně Macy Gray, Jill Scott, Joss Stone, India.Arie, Corinne Bailey Rae, Amy Winehouse, Alicia Keys nebo zpěváka Johna Legenda.